# ISO 639
| Мова       | 639-1 | 639-2 |
| ---------- | ----- | ----- |
| Англійська | en    | eng   |
| Російська  | ru    | rus   |
| Українська | uk    | ukr   |
| Французька | fr    | fra   |
| Чеченська  | ce    | che   |

ISO 639 — набір стандартів Міжнародної організації зі стандартизації (ISO), пов'язаний зі стандартизацією назв мов і мовних груп.
Назва ISO 639 також є найменуванням оригінального стандарту, затвердженого у 1967 (як ISO 639/R) і вилученого з застосування у 2002 році. ISO 639 складається з шести частин.

## Діючі та колишні частини стандарту
| Стандарт              | Назва (Коди, які представляють назви мов — …)                                           | Орган реєстрації                              | Перша редакція    | Поточна редакція | Позицій у списку                                 |
| --------------------- | --------------------------------------------------------------------------------------- | --------------------------------------------- | ----------------- | ---------------- | ------------------------------------------------ |
| ISO 639-1             | 1 частина: коди Альфа-2                                                                 | Infoterm                                      | 1967 (як ISO 639) | 2002             | 184                                              |
| ISO 639-2             | 2 частина: коди Альфа-3                                                                 | Бібліотека Конгресу                           | 1998              | 1998             | 565 станом на жовтень 2015                       |
| ISO 639-3             | 3 частина: коди Альфа-3 для вичерпного охоплення мов                                    | Summer Institute of Linguistics International | 2007              | 2007             | 7865 + локальний діапазон станом на жовтень 2015 |
| ISO 639-4             | 4 частина: Керівництво для запровадження і загальні вказівки для присвоєння кодів мовам | ISO/TC 37/SC 2                                | 2010-07-16        | 2010-07-16       | (не список)                                      |
| ISO 639-5             | 5 частина: Коди Альфа-3 для мовних сімей і груп                                         | Бібліотека Конгресу                           | 2008-05-15        | 2008-05-15       | 114                                              |
| ISO 639-6 (скасована) | 6 частина: Альфа-4 для відображення вичерпного охоплення різновидів мов                 | Geolang                                       | 2009-11-17        | скасована        | 21,000+                                          |

За ведення кожної частини відповідає окрема установа, яка додає та змінює статуси кодів, коли потрібно. ISO 639-6 була скасована 2014 року.

## Особливості кодів
Обсяг окремого коду:
- Окремі мови
- Макромови (3 частина)
- Сукупності мов (частини 1, 2, 5) (в 1 частині міститься лише одна сукупність: bh; більшість сукупностей містяться у 2 частині, ще декілька було додано у 5 частині)
  - Група
  - Група залишку
- Діалекти
- Зарезервовані для місцевого використання (частини 2, 3)
- Особливі випадки (частини 2, 3)

Типи (для окремих мов):
- Сучасні мови (частина 2, 3) (усі макромови є сучасними мовами)[8]
- Мертві мови (частина 2, 3) (437,[9] у 2 частині — чотири: chb, chg, cop, sam; жодної у 1 частині)
- Стародавні мови (частина 1, 2, 3) (112,[10] у 2 частині — 19; 5 з них, а саме ave, chu, lat, pli і san, також мають код у 1 частині: ae, cu, la, pi, sa)
- Історичні мови (частина 2, 3) (63,[11] з них 16 у 2 частині і жодної у 1 частині)
- Штучні мови (частина 2, 3) (19,[12] 9 у 2 частині: epo, ina, ile, ido, vol, afh, jbo, tlh, zbl; 5 у 1 частині: eo, ia, ie, io, vo)

Бібліографічні і термінологічні коди
- Бібліографічні (частина 2)
- Термінологічні (частина 2)

## Взаємозв'язок між частинами
Різні частини ISO 639 укладено таким чином, щоб жоден код не мав різних значень у різних частинах. Проте, не кожна мова присутня у всіх частинах. Також до певної мови чи іншого елементу по-різному підходять у різних частинах. Від підходу залежить, наприклад, те, чи буде мова присутня у частині 1 або 2, чи матиме вона код B/T у частині 2, чи буде класифікована як макромова у частині 3 тощо.
У нижченаведеній таблиці описано ці підходи. У перших чотирьох стовпцях містяться як приклад коди мов, щоб показати певний тип взаємозв'язку між частинами ISO 639. В останньому стовпці міститься пояснення взаємозв'язку, а у стовпці № наведено кількість елементів, які мають цей тип взаємозв'язку. Наприклад, є чотири елементи, які мають код у 1 частині, код B/T у 2 частині і класифіковані як макромова у 3 частині. Одним із цих чотирьох елементів є Перська мова (fas).
| ISO 639-1 | ISO 639-2     | ISO 639-3 | ISO 639-5 | №   | Пояснення прикладу |
| --------- | ------------- | --------- | --------- | --- | --- |
| en        | eng           | eng       | (-)       | 132 | Мови, які мають код у кожній частині. (У 1 частині всього 185 кодів, за мінусом усіх спеціальних випадків для кодів 1 частини буде 185-2-25-17-4-2-1-1-1=132) |
| nb        | nob           | nob       | (-)       | 2   | Окрема мова, що належить до макромови (nor), із тим же кодом у 2 частині і також має код у 1 частині. Два таких коди: nob, non |
| ar        | ara           | ara (M)   | (-)       | 25  | 3 частина, усього 55 макромов, за мінусом спеціальних випадків буде 55-24-4-1-1=25 |
| de        | ger/deu (B/T) | deu       | (-)       | 15  | Елементи, які мають окремі Б і Т коди у 2 частині, але не підпадають під жоден із спеціальних випадків у наступних рядках таблиці. Всього 22, за мінусом спеціальних випадків 22-1-4-2=15. |
| cs        | cze/ces (B/T) | ces       | (-)       | 1   | Елемент із окремими кодами B/T, літери коду у 1 частині не є двома першими літерами Т-коду. |
| fa        | per/fas (B/T) | fas (M)   | (-)       | 4   | Макромови у 3 частині із окремими B/T кодами у 2 частині; Ці чотири Т-коди: fas, msa, sqi, zho |
| hr        | scr/hrv (B/T) | hrv       | (-)       | 2   | Мови із окремими B/T кодами у 2 частині, але B-код вилучено. Ці два Т-коди: hrv, srp. Вилучені 28 червня 2008. |
| no («M»)  | nor («M»)     | nor (M)   | (-)       | 1   | Макромови із 3 частини, які містять в собі мови, що мають коди у 1 частині, nor: non, nob; no: nn, nb |
| bh        | bih           | (-)       | ?         | 1   | Bihari (bih) позначена як сукупність мов, попри те, що має код ISO 639-1, який мають лише окремі мови. Причиною цього стало те, що деяким окремим мовам Bihari було присвоєно код ISO 639-2. Через це Bihari стала мовною сім'єю відповідно до ISO 639-2, але залишалася окремою мовою відповідно до ISO 639-1. Окремими мовами є: bho, mai, mag |
| sh        | (-)           | hbs (M)   | (-)       | 1   | Макромова у 3 частині, у 2 частині коду не має, код у 1 частині вилучено. |
| (bh)      | bho           | bho       | (-)       | 3   | Класифіковані як окремі мови у 2 і 3 частинах, не належать до макромови, але у 1 частині входили до складу коду, еквівалент якого у 2 частині є сукупністю. Такими трьома кодами є: bho, mai, mag |
| (bh)      | (bih)         | sck       | (-)       |     | Окрема мова у 3 частині, не має коду у 2 частині, не належить до макромови, але у 1 частині входили до складу коду, еквівалент якого у 2 частині є сукупністю. |
| (-)       | car           | car       | car       |     | Окрема мова у 2 і 3 частинах, але включена у 5 частину як сім'я |
| (-)       | ast           | ast       | (-)       |     | Окрема мова у 2 і 3 частинах, не має коду у 1 частині. |
| (-)       | bal           | bal (M)   | (-)       | 24  | Окрема мова у 2 частині і макромова у 3 частині, не має коду у 1 частині. |
| (-)       | mis           | mis       | ?         | 1   | спеціальний код: некодована мова |
| (-)       | mul           | mul       | ?         | 1   | спеціальний код: багатомовний вміст |
| (-)       | und           | und       | ?         | 1   | спеціальний код: невизначено |
| (-)       | zxx           | zxx       | ?         | 1   | спеціальний код: доданий 1 листопада 2006 року для позначення відсутності лінгвістичних даних |
| (-)       | qaa           | qaa       | ?         | 520 | зарезервовано для локального використання, простір від qaa до qtz |
| (-)       | aus           | (-)       | aus       |     | звичайна група у 2 частині |
| (-)       | afa           | (-)       | afa       |     | Залишкова група у 2 частині, тобто один код, який проте включає в себе різні мови. У 2 частині «afa» стосується афро-азійської мови, яка не має ідентифікатора окремої мови у 2 частині і не належить до залишкових груп «ber — Berber (Other)», «cus — Cushitic (Other)», or «sem — Semitic (Other)», які є афро-азіайськими мовними групами.   |
| (ar)      | (ara «M»)     | arb       | (-)       |     | Окрема мова, належить до макромови (ara) у 3 частині, охоплена кодом макромови у 2 частині. |
| (-)       | (nic «R»)     | aaa       | (-)       |     | Немає коду у 1 частині, в 2 частині охоплена групою залишку, «Niger-Kodofanian (Other)» |
| (-)       | (-)           | (-)       | sqj       |     | Мови, які не мали кодів у 1 і 2 частинах |

## Коди української мови
- ISO 639-1: uk
- ISO 639-2: ukr
- ISO 639-3: ukr